# Unionicolidae
Unionicolidae (лат.) — семейство тромбидиформных водяных клещей из надсемейства Hygrobatoidea (Parasitengona, Prostigmata). Более 450 видов.

## Описание
Семейство Unionicolidae это большое и очень разнообразное семейство, включающее множество родов, отнесённых к четырём или пяти подсемействам. Подсемейство Pionatacinae включает множество видов, обитающих в прудах, озёрах и ручьях по всему миру. Личинки Pionatacinae являются паразитами комаров Chironomidae или ручейников Trichoptera. Подсемейство Unionicolinae включает многочисленные виды Unionicola из ручьёв, прудов и озёр по всему миру. Свободноживущие виды Unionicola в основном планктонные. Некоторые виды являются комменсалами или паразитами губок. Многие другие виды имеют облигатные связи с моллюсками, что может привести к повреждению тканей хозяина. Виды, обитающие в мантийной полости мидий, могут иметь высокоразвитые ритуалы ухаживания и структуру популяции, способствующие успешному размножению в этих закрытых местах обитания. Гнатосома имаго Unionicolidae с нехелатными пальпами; голени длиннее гену. Хелицеры 2-сегментные.
Виды, представляющие два монотипических подсемейства, Pollicipalpinae из ручьев тропической Западной Африки и Австралии и Encentridophorinae из прудов тропической Африки, Азии и Австралии, демонстрируют гондванские связи. Ещё одно монотипическое подсемейство Omanohydracarinae было предложено в 2004 году для Omanohydracarus arabicus Gerecke, 2004, отличительного вида из подземных местообитаний в Омане

## Систематика
Включает около 20 родов и более 450 видов. Выделяют два крупных подсемейства (Pionatacinae Viets, 1916; Unionicolinae Oudemans, 1909) и несколько монотипических (Encentridophorinae Viets, 1935; Najadicolinae Viets, 1935; Omanohydracarinae Gerecke, 2004; Pollicipalpinae Viets, 1924).
- Amazonella Lundblad, 1931
- Atacella Lundblad, 1937
- Ecpolus Koenike, 1898
- Encentridophorus Piersig, 1897 — 4
- Esekalla Viets, 1942
- Heteratax Lundblad, 1941
- Koenikea Wolcott, 1900 — 29
- Neumania Forel, 1879
- Neumania Lebert, 1879—102
- Neumanikea Orghidan & Gruia, 1980
- Nyangalla Viets, 1935
- Omanohydracarus Gerecke, 2004[4]
- Pionatax Viets, 1916
- Pollicipalpus Viets, 1924
- Recifella K.Viets, 1935 — 5
- Schadeella Lundblad, 1938 — 1
- Unionicola Haldeman, 1842—197
- Unionicolopsis Viets, 1980
- Vietsatax Uchida & Imamura, 1940